# Hemicyclops mortoni
Hemicyclops mortoni is een eenoogkreeftjessoort uit de familie van de Clausidiidae. De wetenschappelijke naam van de soort is voor het eerst geldig gepubliceerd in 1987 door Boxshall & Humes.